# Het Joodse Huis
Het Joodse Huis (Hebreeuws: הבית היהודי - HaBajiet HaJehoedie / HaBayit HaYehudi) is een rechtse Israëlische politieke partij van nationalistische en religieus-zionistische signatuur. Partijvoorzitter is Rafi Peretz, die in 2018 Naftali Bennett opvolgde na zijn terugtrekking uit de partij om Nieuw Rechts te vormen. Sinds 2019 is de partij deel van de rechtse lijstverbinding Jamina.

## Ontstaansgeschiedenis
De partij is van jonge datum. Ze ontstond in 2008 en is de voortzetting van de Nationaal-Religieuze Partij die na 52 jaar hierin opging. De NRP was van 2006 tot november 2008 met de Nationale Unie verbonden en na de beëindiging van deze alliantie ging de NRP als Het Joodse Huis verder.
De partij herbergt behalve leden van de vroegere Nationaal-Religieuze Partij, die van Tkoema en Moledet alsmede verscheidene leden van de Nationale Unie die van hun eigen partij zijn weggebroken.
Het Joodse Huis deed voor het eerst mee aan de parlementsverkiezingen van 2009.
Op 21 februari 2019 is de partij opgegaan in de Unie van Rechts-Religieuze Partijen, een samenwerkingsverband van drie kleine rechtse partijen waaronder Otsma Jehudit. Tijdens de parlementsverkiezingen van 2019 wisten zij samen 5 zetels te behalen, waarvan drie voor het Joodse Huis. In juli 2019 is de partij deel geworden van de rechtse lijstvebinding Jamina, samen met Tkoema en Nieuw Rechts, waarbij Otsma Jehudit er uit werd gelaten.

## Standpunten en kiezers
De partij is tegenstander van een zelfstandige Palestijnse Staat. De in de Oslo-akkoorden zogenoemde Zone C-gebieden, waar de meeste Joodse nederzettingen zijn, zouden volgens haar geannexeerd dienen te worden. De Palestijnen die daar wonen zouden Israëlische staatsburgers kunnen worden. Ook is de partij een voorstander van een volledig religieus-joods karakter van de staat Israël.
Het Joodse Huis trekt veel kiezers uit de hoek van de Joodse kolonisten op de Westelijke Jordaanoever.

## Knesset
Onder leiding van Naftali Bennett behaalde de partij in 2015 8 zetels in de 20e Knesset en in 2013 12 zetels in de 19e Knesset. Voor de 18e Knesset in 2009 haalde de partij drie zetels binnen.

## Regeringsdeelname
Het Joodse Huis maakt(e) deel uit van drie regeringen:
- Kabinet-Netanyahu II (2009-2013):
  - Daniel Hershkowitz, minister van Wetenschap en Technologie
- Kabinet-Netanyahu III (2013-2015):
  - Uri Ariel, minister van Huisvesting en Woningbouw
  - Naftali Bennett, minister van Industrie, Handel en Arbeid, minister van Religieuze Zaken
  - Uri Orbach, minister van Pensioenzaken (tot 16 februari 2015, overleden)
  - Eli Ben-Dahan, viceminister van Religieuze Zaken
  - Avi Wortzman, viceminister van Onderwijs
- Kabinet-Netanyahu IV (2015-2020):
  - Uri Ariel, minister van Landbouw en Landelijke Ontwikkeling
  - Naftali Bennett, minister van Diasporazaken, minister van Onderwijs, minister van Defensie
  - Ayelet Shaked, minister van Justitie
  - Eli Ben-Dahan, viceminister van Defensie

## Knesset-leden
| Knesset | Jaren     | Aantal zetels | Leden |
| ------- | --------- | ------------- | --- |
| 17      | 2006–2009 | 5             | Uri Ariel, Eliyahu Gabai, Zvi Hendel, Zevulun Orlev, Nissan Slomiansky |
| 18      | 2009–2013 | 3             | Daniel Hershkowitz, Uri Orbach, Zevulun Orlev |
| 19      | 2013–2015 | 12            | Naftali Bennett, Uri Ariel, Nissan Slomiansky, Eli Ben-Dahan, Ayelet Shaked, Uri Orbach(overleden op 16-2-15), Zvulun Kalfa, Avi Wortzman, Moti Yogev, Orit Strook, Yoni Chetboun, Shuli Mualem, Hillel Horowitz(vanaf 16-2-15)                                                                                    |
| 20      | 2015–2019 | 8             | Naftali Bennett (vervangen door Shuli Mualem, later teruggekeerd in plaats van Avi Wortzman; laatstgenoemde was in de plaats gekomen van Yinon Magal), Uri Ariel (van Tkuma), Ayelet Shaked, Eli Ben-Dahan, Nissan Slomiansky, Yinon Magal (vervangen door Avi Wortzman), Moti Yogev, Bezalel Smotrich (van Tkuma) |

## Foto's

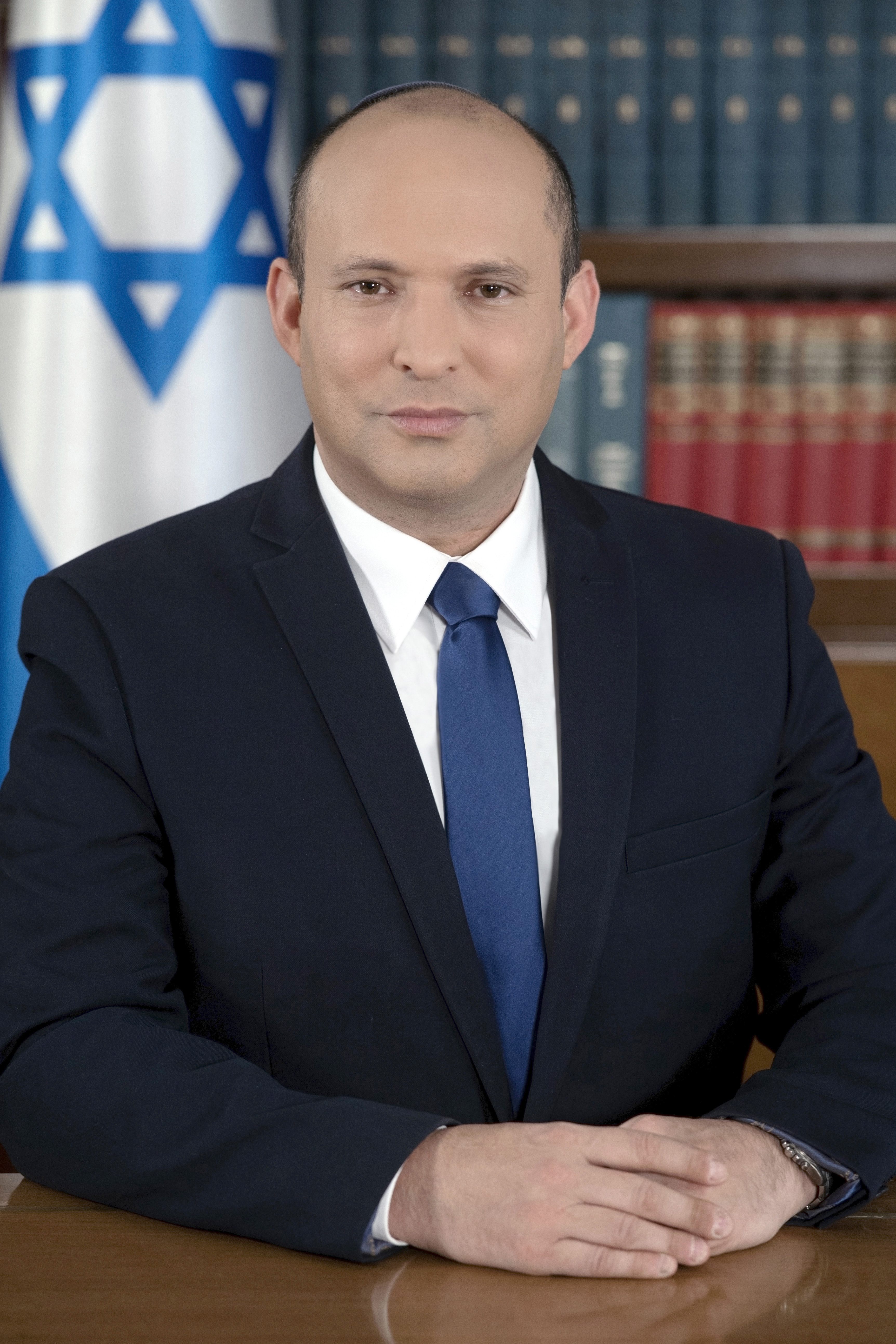
Naftali Bennett
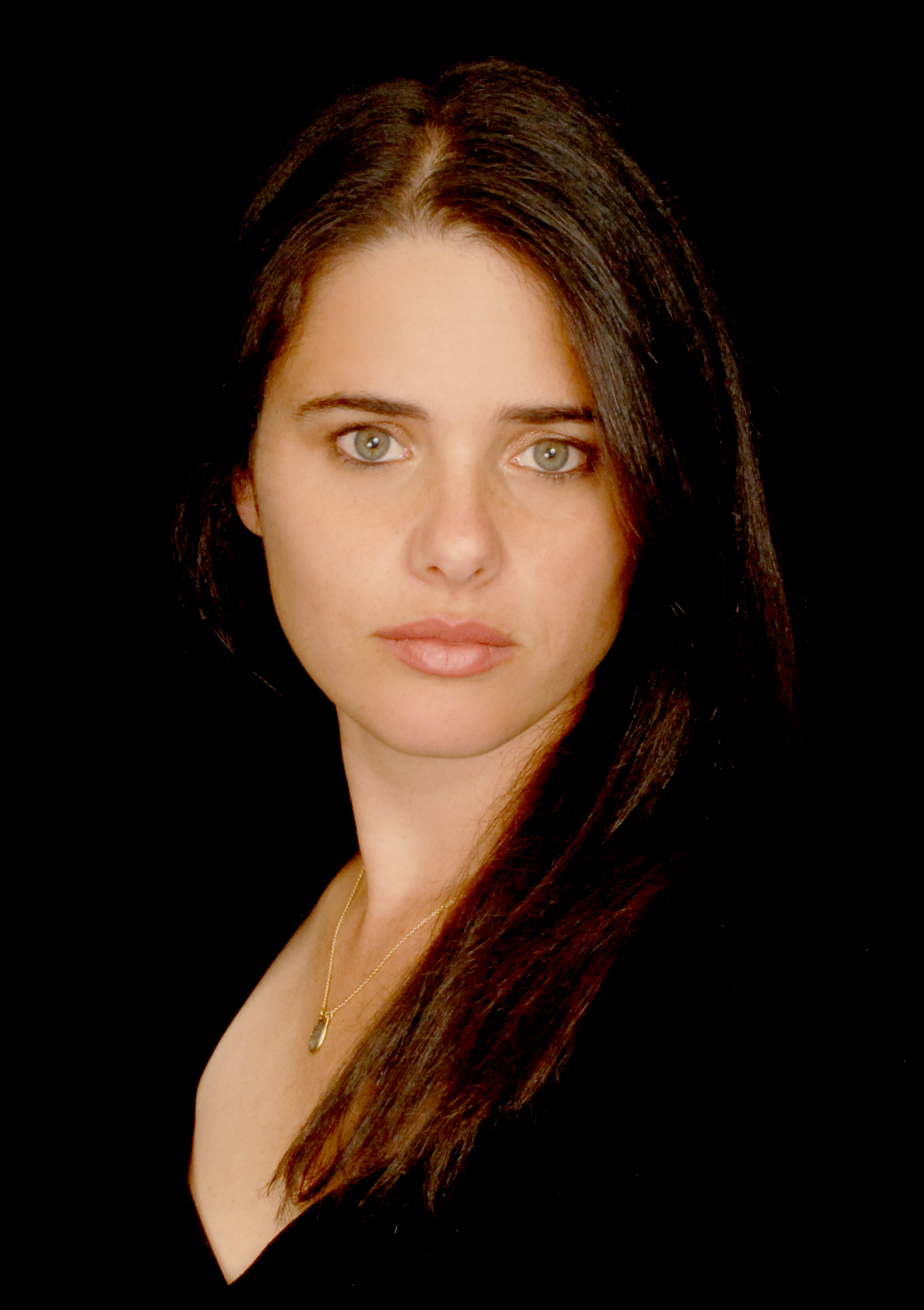
Ayelet Shaked
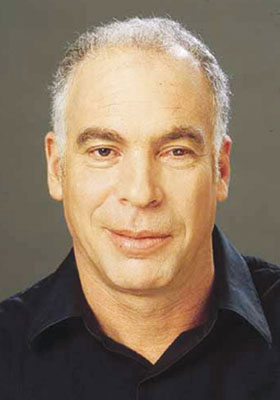
Uri Ariel
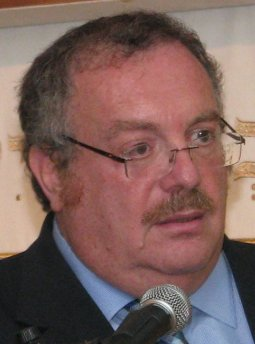
Daniel Hershkowitz